# يوجينة ثنائية الأزهار
يوجينة ثنائية الأزهار (الاسم العلمي: Eugenia biflora) هي نوع من النباتات تتبع جنس اليوجينة من فصيلة الآسية.